# Famille Dulles
Cette page explique l’histoire ou répertorie les différents membres de la famille Dulles.
La famille Dulles est une célèbre famille américaine.

## Principaux membres
- John Foster Dulles (1888-1959), diplomate américain, qui fut secrétaire d'État des États-Unis (équivalent de ministre des Affaires étrangères) de 1953 à 1959, sous la présidence républicaine de Dwight D. Eisenhower.
- Avery Dulles (1918-2008), fils de John Foster, théologien jésuite et cardinal américain, professeur de théologie (ecclésiologie) à l'université Fordham,
- Allen Dulles (1893-1969), frère de John Foster, premier directeur civil de la CIA, de 1953 à 1961, et l'un des 7 membres de la commission Warren chargée d'enquêter sur l'assassinat de John Fitzgerald Kennedy.
- Eleanor Lansing Dulles (1895-1996), économiste et diplomate américaine, sœur de John Foster et d'Allen.
- Allen Macey Dulles, pasteur baptiste, missionnaire en Chine, père de John Foster et d'Allen[1].

John Foster Dulles a donné son nom à :
- La doctrine Dulles, ou doctrine des représailles massives, la doctrine nucléaire américaine de 1953-54 à 1962.
- L'aéroport international de Washington-Dulles, le principal aéroport de Washington DC.
  - Dulles, la Census-designated place non incorporée où se trouve l'aéroport.
- John Watson Foster (1836-1917), secrétaire d'État sous la présidence de Benjamin Harrison, grand-père des 3 précédents.
- Robert Lansing (1864-1928), secrétaire d'État sous la présidence de Woodrow Wilson, oncle par alliance des 3 précédents.